# Lista de produções nacionais originais distribuídos pelo Disney+
Com a expansão do Disney+ e do Star+ no Brasil, a produção de conteúdos originais nacionais passou a ganhar destaque dentro do ecossistema da The Walt Disney Company. Embora muitos associem a série Impuros como o primeiro original brasileiro da plataforma, na realidade ela estreou originalmente no canal Fox Premium em 2018  e só depois foi incorporada ao catálogo do Star e, posteriormente, ao Disney com a fusão dos serviços em 2024. Já Insânia, lançada exclusivamente pelo Star+ em 2021, marcou a estreia de uma produção 100% inédita da marca Star Original Productions no Brasil, voltada para um público mais adulto. No entanto, foi apenas com Tudo Igual... SQN, lançada em maio de 2022, que o Disney+ apresentou sua primeira produção nacional genuinamente desenvolvida sob o selo de Disney+ Original. A partir dessas três produções é possível traçar o início da presença brasileira nas plataformas Disney, refletindo diferentes estratégias e públicos dentro do mercado de streaming.

## Lista de produções originais
| Título                                        | Gênero                                | Estreia                | Temporadas/Episódios       | Duração    | Status     | Notas         |
| --------------------------------------------- | ------------------------------------- | ---------------------- | -------------------------- | ---------- | ---------- | ------------- |
| Impuros (T3–presente)                         | Drama criminal                        | 31 de agosto de 2021   | 3 temporadas, 30 episódios | 38–56 min. | Renovada   | [ 4 ]         |
| Insânia                                       | Thriller psicológico                  | 3 de dezembro de 2022  | 1 temporada, 8 episódios   | 33–41 min. | Cancelada  | [ 5 ]         |
| Não Foi Minha Culpa: Brasil                   | Drama                                 | 10 de agosto de 2022   | 1 temporada, 10 episódios  | 35–51 min. | Finalizado |               |
| Tudo Igual... SQN                             | Comédia dramática                     | 25 de maio de 2022     | 2 temporada, 20 episódios  | 34–45 min. | Cancelada  |               |
| O Que Você Não Sabia Sobre o Humor Brasileiro | Documentário / Humor                  | 25 de maio de 2022     | 1 temporada, 6 episódios   | 22–30 min. | Finalizado |               |
| O Coro: Sucesso, Aqui Vou Eu                  | Drama/Musical                         | 28 de setembro de 2022 | 1 temporada, 10 episódios  | 37–45 min. | Cancelada  | [ 8 ] [ 9 ]   |
| Mila no Multiverso                            | Ficção científica / Comédia dramática | 25 de janeiro de 2023  | 2 temporadas, 16 episódios | 22–32 min. | Cancelada  | [ 10 ]        |
| Tá Tudo Certo                                 | Comédia romântica / Musical           | 12 de abril de 2023    | 1 temporada, 4 episódios   | 20–31 min. | Finalizado | [ 11 ]        |
| Santo Maldito                                 | Drama                                 | 8 de fevereiro de 2023 | 1 temporada, 8 episódios   | 33–43 min. | Cancelada  | [ 12 ]        |
| Dois Tempos                                   | Fantasia / Drama                      | 10 de maio de 2023     | 1 temporada, 8 episódios   | 34–41 min. | Cancelada  | [ 13 ]        |
| A Super Fantástica História do Balão          | Documentário                          | 12 de julho de 2023    | 1 temporada, 3 episódios   | 41–60 min. | Finalizado |               |
| Compro Likes                                  | Comédia                               | 22 de setembro de 2023 | 1 temporada, 5 episódios   | 28–32 min. | Finalizado | [ 14 ]        |
| How to Be a Carioca                           | Comédia                               | 18 de outubro de 2023  | 1 temporada, 6 episódios   | 28–30 min. | Finalizado | [ 15 ]        |
| Últimas Férias                                | Drama / Thriller                      | 8 de novembro de 2023  | 1 temporada, 8 episódios   | 34–41 min. | Cancelada  | [ 16 ] [ 17 ] |
| A História Delas                              | Drama                                 | 6 de dezembro de 2023  | 1 temporada, 8 episódios   | 45–55 min. | Cancelada  | [ 18 ]        |
| A Magia de Aruna                              | Fantasia                              | 29 de novembro de 2023 | 1 temporada, 9 episódios   | 20–35 min. | Cancelada  | [ 19 ]        |
| Desejos S.A                                   | Comédia dramática                     | 27 de março de 2024    | 1 temporada, 6 episódios   | 29–36 min. | Finalizado | [ 20 ]        |
| Vidas Bandidas                                | Drama policial                        | 21 de agosto de 2024   | 1 temporada, 4 episódios   | 40–60 min. | Finalizado |               |
| O Som e a Sílaba                              | Drama musical                         | 28 de agosto de 2024   | 1 temporada, 8 episódios   | 40–45 min. | Finalizado |               |
| Guga por Kuerten                              | Documentário                          | 10 de setembro de 2024 | 1 temporada, 4 episódios   | 40–45 min. | Finalizado |               |
| Volta Priscila                                | Documentário                          | 25 de setembro de 2024 | 1 temporada, 4 episódios   | 40–45 min. | Finalizado |               |
| Amor da Minha Vida                            | Comédia                               | 22 de agosto de 2024   | 1 temporadas, 30 episódios | 38–40min.  | Renovada   |               |
| Maria e o Cangaço                             | Drama                                 | 25 de setembro de 2025 | 1 temporada, 6 episódios   | 40–60 min. | Finalizado |               |
| Jogo Cruzado                                  | Comédia Esportiva                     | 9 de junho de 2025     | 1 temporada, 8 episódios   | 35–45 min. | ASA        |               |

## Lista de produções originais futuras
| Título                       | Gênero          | Estreia | Temporadas/Episódios     | Duração | Status      | Notas |
| ---------------------------- | --------------- | ------- | ------------------------ | ------- | ----------- | ----- |
| Tarã                         | Fantasia        | 2025    | 1 temporada, 8 episódios | TBA     | Em Produção |       |
| Uma Garota Comum             | Musical         | 2025    | 1 temporada, 8 episódios | TBA     | Em Produção |       |
| Americana                    | Drama Épico     | 2025    | 1 temporada, 6 episódios | TBA     | Em Produção |       |
| Passinho: O Ritmo dos Sonhos | Comédia Juvenil | 2025    | 1 temporada, 7 episódios | TBA     | Em Produção |       |
| Capoeiras                    | Drama           | 2025    | 1 temporada, 6 episódios | TBA     | Em Produção |       |